# Sankt-Rochus-Kliniken Bad Schönborn

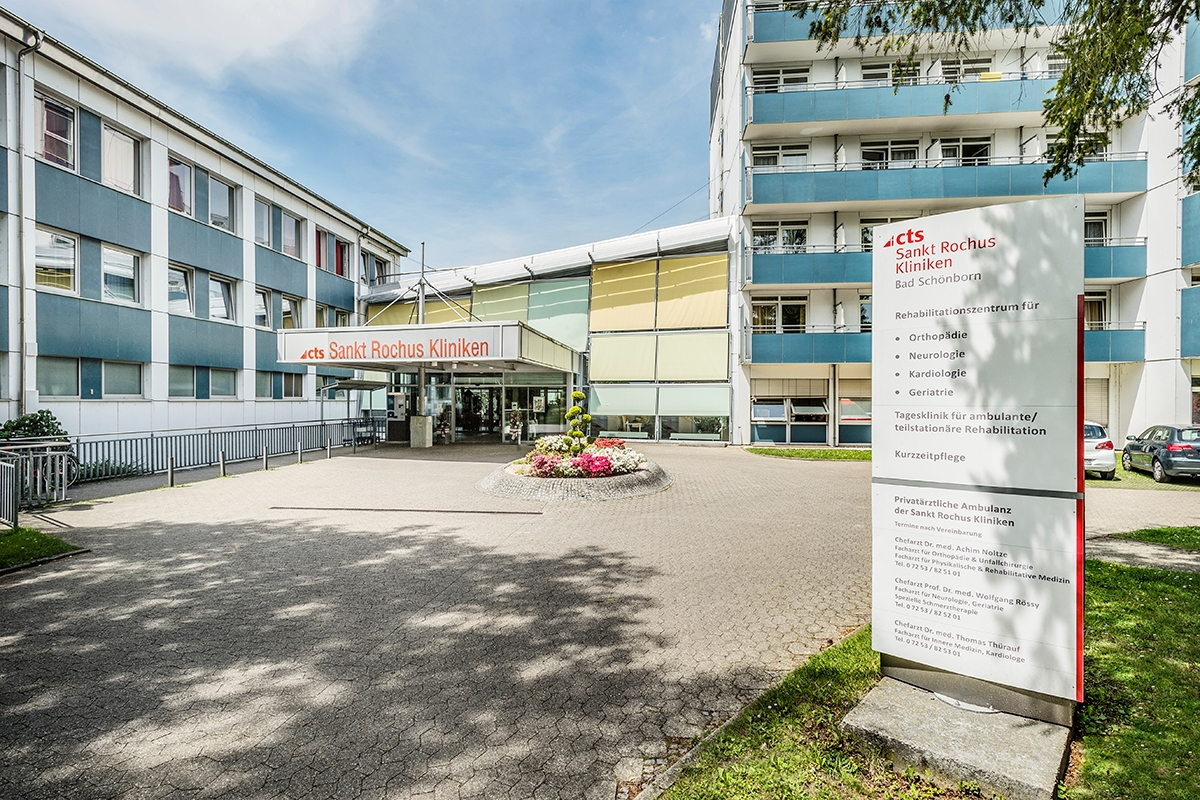
Sankt Rochus Kliniken Bad Schönborn, Hauptgebäude

Die cts Sankt Rochus Kliniken Bad Schönborn sind ein Zentrum für medizinische Rehabilitation, Anschlussrehabilitation und Frührehabilitation mit den Abteilungen für Orthopädie, Neurologie (Phasen B, C und D), Kardiologie und Geriatrie im baden-württembergischen Bad Schönborn.
Die Sankt Rochus Kliniken wurden 2017 für die neurologische Frührehabilitation in den Krankenhausplan (mit 22 Betten seit dem Jahr 2020) des Landes Baden-Württemberg aufgenommen.
Geschäftsführender Träger ist die cts Reha GmbH.

## Aufgabengebiete
Die Leistungen der Sankt Rochus Kliniken schließen meist an konservative Therapien und Operationen im Akut-Krankenhaus an und werden in Zusammenarbeit mit allen Kostenträgern (Deutsche Rentenversicherung, Berufsgenossenschaften, gesetzliche und private Krankenversicherung) erbracht. Mehrdimensionale, interdisziplinäre Therapien zur Begrenzung und Überwindung physischer und psychischer Einschränkungen kennzeichnen die medizinische Rehabilitation der Kliniken. Ziel ist die Förderung der Teilhabe am Leben in der Gesellschaft, insbesondere in Familie, Arbeit und Beruf.
Im Rahmen des neurologischen Phasenmodells umfasst das Behandlungsangebot die rehabilitativen Phasen B bis D. Die Kliniken sind ein Plankrankenhaus für die neurologische Frührehabilitation (Phase B). In der geriatrischen Rehabilitation wird der gesamte Bedarf des Landkreises Karlsruhe abgedeckt. Die Kooperation der Abteilung ermöglicht die Behandlung multimorbider älterer Patienten zur Vermeidung oder Verkürzung von einer Krankenhausbehandlung.

## Zahlen und Fakten
Die Sankt Rochus Kliniken beschäftigen per 2021 mehr als 500 Mitarbeiter. Rehabilitationsbehandlungen sind stationär, teilstationär und ambulant möglich. Die medizinischen Leistungen werden von Bildungs- und Informationsangeboten in Seminaren, Fortbildungen und Vorträgen begleitet. 
Die Betten teilen sich auf die einzelnen Kliniksparten wie folgt auf (Stand 2021):
- Klinik für Orthopädie: 100 Betten (Chefarzt Achim Noltze)
- Klinik für Neurologie: 172 Betten (22 Betten Phase B, 75 Betten Phase C, 75 Betten Phase D; Chefarzt Wolfgang Rössy)
- Klinik für Kardiologie: 30 Betten (Chefarzt Horst Notheisen)
- Klinik für Geriatrie: 125 Betten (Chefarzt Wolfgang Rössy)
- Kurzzeitpflege: 20 Betten

Die Gesamtbettenzahl beträgt 447 Betten.  
Die Sankt Rochus Kliniken sind nach IQMP-kompakt zertifiziert.

## Geschichte
Heilquellen der Ortsteile Bad Langenbrücken und Bad Mingolsheim des heutigen Bad Schönborn waren den Bauern der Umgebung jahrhundertelang bekannt. 1759 wurde ein erster Nachweis eines Schwefelwasservorkommens auf dem heutigen Areal der Sankt Rochus Kliniken gesichtet. 1766 baute Fürstbischof Franz Christoph von Hutten das erste Badehaus. Brunnenbohrungen führten 1905 zur Entdeckung der Sankt Rochus Schwefelquelle und dem Bau des Schwefelbads Mingolsheim. Der Caritasverband Ludwigshafen erwarb 1922 den Kurbetrieb. Durch kontinuierliche Weiterentwicklung des medizinischen Angebots entstand das Zentrum für Rehabilitation „Sankt Rochus Kliniken“.